# مازاد نظامی

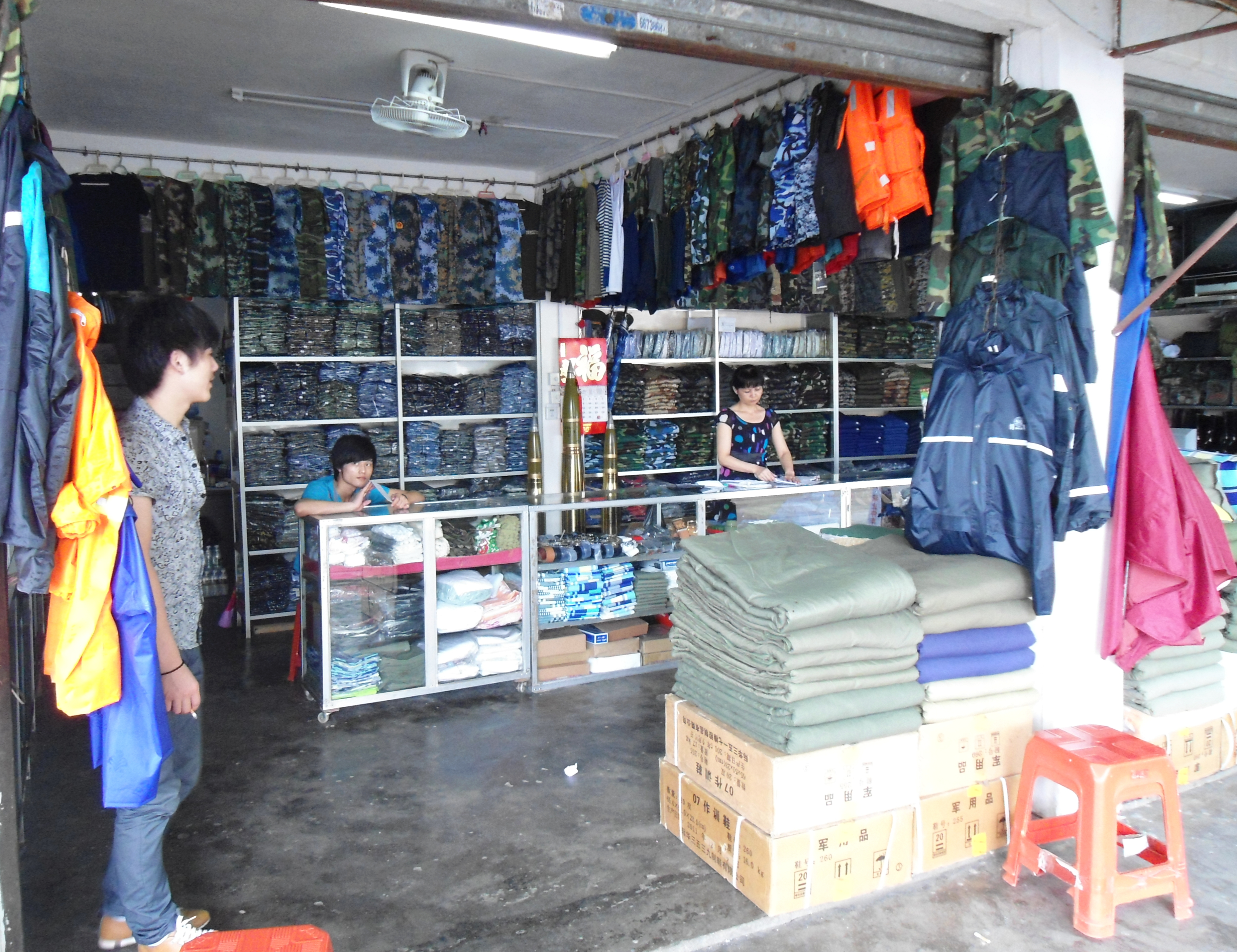
یک فروشگاه لوازم نظامی مازاد در شهر هایکو، استان هاینان، چین

مازاد نظامی (انگلیسی: Military surplus) کالاها یا تجهیزاتی هستند که اغلب به صورت مادی فروخته می‌شوند یا در صورت مازاد بودن یا عدم نیاز ارتش یا نیروهای نظامی به آنها، به هر نحوی دفع می‌شوند. کارآفرینان اغلب این کالاها را خریداری کرده و در فروشگاه‌های مازاد می‌فروشند. معمولاً کالاهایی که توسط ارتش فروخته می‌شوند، لباس، تجهیزات و ابزارهایی هستند که عموماً برای مردم غیرنظامی مفید هستند، همچنین تکه‌های گلدوزی شده، پلاک‌های نام و سایر اقلامی که می‌توانند برای یونیفرم نظامی مصنوعی استفاده شوند. گاهی اوقات، وسایل نقلیه (جیپ، کامیون و غیره) نیز فروخته می‌شوند. برخی از فروشندگان مازاد نظامی، سلاح گرم مازاد نظامی، قطعات یدکی و مهمات را نیز در کنار یونیفرم و تجهیزات مازاد می‌فروشند.
تقاضا برای چنین اقلامی از سوی مجموعه‌داران مختلف، افراد طبیعت‌گرد، ماجراجویان، شکارچیان، بقاگرایان و بازیکنان ایرسافت و پینت‌بال، همچنین سایر افرادی که به دنبال لباس‌های نظامی با کیفیت بالا، محکم و مناسب هستند، صورت می‌گیرد.
برخی از فروشندگان کالاهای مازاد، کالاهایی را نیز می‌فروشند که به صورت خصوصی و با استانداردهای نظامی تولید شده‌اند. اکثر اقلامی که در فروشگاه‌های مازاد نظامی در ایالات متحده فروخته می‌شوند، "درجه نظامی" یا "گرید نظامی" تلقی می‌شوند. این عنوان به معنای مطابقت با یک استاندارد نظامی مرتبط ایالات متحده است. به عنوان مثال، یونیفرم‌ها مطابق با مقررات نیروی زمینی دارای کد ۶۷۰–۱ هستند.